# Сони, Ребекка
Ребекка Со́ни (англ. Rebecca Soni; род. 18 марта 1987, Фрихолд, Нью-Джерси) — американская пловчиха, трёхкратная олимпийская чемпионка, многократная чемпионка мира, чемпионка США, действующая рекордсменка мира на короткой воде. Выступала в плавании брассом.

## Биография
Родилась 18 марта 1987 года в небольшом городе Фрихолд, штат Нью-Джерси, в семье выходцев из Венгрии эмигрировавших в США из Румынии в 1980-х годах. Отец занимался недвижимостью, мать работала медсестрой. В детстве выучила венгерский язык. Изначально занималась спортивной гимнастикой в плавание перешла в возрасте десяти лет. Окончила школу, затем Университет Южной Калифорнии, профессия — специалист по коммуникациям. Первые серьёзные успехи в плавании пришли во время обучения в университете. В 17-летнем возрасте приняла участие в квалификационных соревнованиях на отбор в олимпийскую сборную США к играм в Афинах, заняв 11-е и 15-е место в заплывах на 100 и 200 метров брассом соответственно, отбор не прошла. В 2005 году добилась первой международной победы в заплыве на 100 метров брассом на Универсиаде. В 2006 году показала четвёртый результат на Чемпионате мира на двухсотметровой дистанции. В 2008 году без проблем прошла отбор в Олимпийскую сборную США, на играх в Пекине, выиграла золотую медаль в заплыве на 200 м, установив при этом рекорд мира 2.22,05, так же выиграла две серебряные награды в заплыве на 100 м и комбинированной эстафете 4 по 100 метров в составе сборной. На чемпионате мира 2009 года была лучшей в заплыве на 100 метров. В 2010 году выиграла три золотые награды на Чемпионате мира по плаванию на короткой воде. В 2011 году вновь стала чемпионкой мира на стометровой дистанции. В 2012 году на Олимпийских играх в Лондоне выиграла две золотые награды, причем в заплыве на 200 метров установила новый мировой рекорд — 2.19,59.
После 2012 года не выступает.

## Личные рекорды
(данные на 16 ноября 2012 года)
| 50 м брасс (длинная вода, бассейн 50 м)   | 30,11   | Рим       | 2 августа, 2009  |    |  |  |
| 100 м брасс (длинная вода, бассейн 50 м)  | 1.04,84 | Рим       | 27 июля, 2009    |    |  |  |
| 200 м брасс (длинная вода, бассейн 50 м)  | 2.19,59 | Лондон    | 2 августа, 2012  | WR |  |  |
|                                           |         |           |                  |    |  |  |
| 50 м брасс (короткая вода, бассейн 25 м)  | 29,83   | Дубай     | 16 декабря, 2010 |    |  |  |
| 100 м брасс (короткая вода, бассейн 25 м) | 1.02,70 | Манчестер | 19 декабря, 2009 | WR |  |  |
| 200 м брасс (короткая вода, бассейн 25 м) | 2.14,57 | Манчестер | 19 декабря, 2009 | WR |  |  |